# 北京电视艺术中心
北京电视艺术中心（前身：北京电视制片厂，曾用名：北京广播电视艺术团）是中国大陆第一家专门从事电视剧制作的机构，成立于1982年，位于北京市海淀区皂君庙甲2号。其主要业务为拍摄国产电视剧和译制国外优秀电视剧，另外还经营以美国和加拿大为主、同时在日本、澳大利亚经营大陆及港台影视录影带的租赁及中文台播放业务。

## 发展
1979年，北京电视制片厂筹建(一度名为北京广播电视艺术团)。
1982年3月，北京电视制片厂正式定名。
1982年9月17日，北京电视制片厂正式成立。
1985年4月，更名为北京电视艺术中心。
2010年8月4日转企改制为北京电视艺术中心有限公司。

## 代表作品
- 中国第一部长篇电视连续剧《四世同堂》
- 中国第一部室内长篇电视连续剧《渴望》
- 中国第一部电视幽默轻喜剧《编辑部的故事》
- 中国第一部以自身资产为抵押，全额贷款，全部在境外拍摄的电视连续剧《北京人在纽约》
- 中国第一部春节电视贺岁片《万事如意》-《编辑部的故事》续集(1997年)
- 中国第一个在全国28家省级电视台联播国产电视剧精品的大型专业栏目《长青藤剧场》(16部324集长篇电视剧，收视人口达8亿)
- 此外还有《一年又一年》《贫嘴张大民的幸福生活》《永不放弃》《结婚十年》《幸福像花儿一样》《金婚》《后宫甄嬛传》等优秀代表作品。
- 其他《怒放》《铁血军歌》

## 机构
办公室、生产办公室、摄制部、发行部、技术部、编辑部、发展部、音像出版社

## 重要人物
鲁晓威、郑晓龙、李晓明、冯小刚、赵宝刚、霍达、雷蕾、王保华